# Spominska fundacija žrtvam komunizma
Spominska fundacija žrtvam komunizma (VOC) je neprofitna protikomunistična organizacija v ZDA, ki je bila ustanovljena s soglasnim kongresnim aktom leta 1993 z namenom »izobraževanja Američanov o ideologiji, zgodovini, zločinih in zapuščini komunizma.«
Organizacija je bila odgovorna za izgradnjo spomenika žrtvam komunizma v Washingtonu, D.C. Je članica Platforme Evropske unije za evropski spomin in vest.

## Zgodovina
Leta 1991 sta poslanca Steve Symms in Dana Rohrabacher, oba republikanca, vložila predloge v ameriškem kongresu, ki so pozivali k izgradnji »Mednarodnega spomenika žrtvam komunizma na priročni lokaciji znotraj meja okrožja Columbia in imenovanju komisije. Spominsko fundacijo žrtvam komunizma je nato ustanovil Nacionalni odbor za ujetnike, druga protikomunistična organizacija s sedežem v Washingtonu, DC.«